# Golunda ellioti
Il ratto dei boschi indiano (Golunda ellioti Gray, 1837) è l'unica specie del genere Golunda (Gray, 1837), endemica del Subcontinente indiano.

## Descrizione

### Dimensioni
Roditore di piccole dimensioni, con lunghezza della testa e del corpo tra 97 e 170 mm, la lunghezza della coda tra 74 e 131 mm, la lunghezza del piede tra 20 e 28 mm e la lunghezza delle orecchie tra 11 e 18 mm e un peso fino a 112 g.

### Caratteristiche craniche e dentarie
Il cranio è longitudinalmente convesso con una cresta sagittale ben sviluppata e presenta un palato stretto. Gli incisivi superiori sono rossastri ed attraversati da un solco longitudinale, i molari sono molto larghi e con cuspidi elevate.
Sono caratterizzati dalla seguente formula dentaria:

### Aspetto
Il corpo è corto e tozzo con una testa breve e tonda e una pelliccia ruvida ed ispida. La pelliccia è più lunga e morbida nelle popolazioni montane. Il colore del dorso è bruno-giallastro, cosparso di peli neri e fulvi, mentre le parti ventrali sono biancastre o grigie. Il muso è appuntito, gli occhi sono grandi. Le orecchie sono arrotondate e rivestite di corti peli giallo-brunastri. Le vibrisse sono moderatamente lunghe e fini, per lo più nere Le zampe sono piccole e corte, ognuna fornita di quattro dita con il pollice e l'alluce ridotti. I palmi delle zampe anteriori hanno cinque cuscinetti carnosi, mentre le piante ne hanno sei e sono completamente nerastre. La coda è più corta del corpo, è densamente ricoperta di corti peli ed è marrone scuro sopra e più chiara inferiormente. Le femmine hanno 2 paia di mammelle pettorali e 2 paia inguinali. Il cariotipo è 2n=54 FN=57-58.

## Biologia

### Comportamento
È una specie parzialmente diurna e fossoria, terricola e talvolta arboricola. Non è particolarmente gregaria. Si trova principalmente nelle aree rocciose e collinose, dove costruisce nidi con gli arbusti.
È considerata una seria piaga per gli agricoltori. Costruisce i nidi fuori dal terreno con steli d'erba secca, di forma sferica con un diametro tra i 15 e i 25 cm. La tana è invece alquanto semplice, con due entrate e due camere.

### Alimentazione
La dieta è principalmente erbivora. Si nutre di steli e radici d'erba, semi, bacche e germogli. La dentatura suggerisce una particolare preferenza per le graminacee.

### Riproduzione
Danno alla luce 4-11 piccoli alla volta durante tutto l'anno.

## Distribuzione e habitat
Questa specie è diffusa nel Subcontinente indiano
Vive in diversi tipi di habitat, dalle foreste tropicali secche decidue, boschi, boscaglie, foreste spinose tropicali e zone erbose ai campi coltivati, frutteti, tra i cespugli, prati vicino ai corsi d'acqua ma non nelle zone desertiche fredde.

## Tassonomia
Sono state riconosciute sette sottospecie:
- G.e.ellioti: India centrale e meridionale, Sri Lanka;
- G.e.coenosa (Thomas, 1923): Bhutan, stati indiani dellAssam occidentale, West Bengal settentrionale;
- G.e.gujerati (Thomas, 1923): Stato indiano del Gujarat;
- G.e.myothrix (Hodgson, 1845): Nepal meridionale, stato indiano dell'Uttarakhand;
- G.e.nuwara (Kelaart, 1850): Sri Lanka centrale;
- G.e.paupera (Thomas, 1923): Punjab;
- G.e.watsoni (Blanford, 1876): Sind.

Sono stati osservati esemplari anche nella regione di Kerman, nell'Iran sud-orientale.

## Conservazione
La IUCN Red List, considerato il vasto areale, la presenza in diverse aree protette e la tolleranza a qualsiasi degrado del proprio habitat, classifica G.ellioti come specie a rischio minimo (Least Concern).